# 田需
田需（？—前310年），一作陈需、田繻，战国时期齐国人。
他主张和楚国亲近，借楚国的力量在魏国为相，约楚国合纵讨伐秦国。在魏国和公孙衍不和，前310年，在魏国去世。引起张仪、孟尝君和公孙衍竞争相位。